# مكارم المهدية
مكارم المهديّة، هو فريق كرة قدم تونسي من مدينة المهدية.  تأسس عام 1937. ويلعب الفريق باللونين الأزرق والأبيض، الملعب الرسمي للفريق هو ملعب راشد خوجة.
ينشط الفريق أساسا في رياضتي كرة القدم وكرة اليد. يلعب فريق كرة القدم في الرابطة المحترفة الثانية وقد سبق له أن لعب في الدرجة الأولى في موسم 1960-1961 ثم بين 1970 و1976 وأخيرا في موسم 1981-1982 ، وشارك في نهائي كأس تونس  لسنة 1975. يلعب فريق كرة اليد للنادي على مستوى النخبة وهو من المراهنين التقليديين على الألقاب وقد سبق له الفوز بالبطولة عام 1994 وبالكأس عامي 1990 و1999، ووصل الدور النهائي للكأس عام 2008.

## تاريخ
مكارم المهدية، هي في الأصل جمعية فنية (موسيقى وتمثيل وسينما) ورياضية وكشفية وخيرية. تأسست بمدينة المهدية التونسية سنة 1935 وحصلت على التأشيرة بتاريخ 24 أوت 1937. ومن أهم مؤسسيها السيد البشير عطية (1906-1978). وقد ترأسها لفترات طويلة إلى نهاية عام 1951، وفي عام 1953 أسندت إليه رئاستها الشرفية.

## الهيئة
- وقد تركبت هيئتها في جويلية/تموز 1938 من السادة:

البشير عطية، رئيسا ؛ محمد حميدة بن خليفة حسين، كاتبا عاما ؛ محمد بن محمد التركي، كاتبا عاما مساعدا ؛ حمودة بن الطيب إبراهيم، أمين مال ؛ وعضوية السادة : الطيب بن مصطفى صفر، العروسي بن سعد ساعد، أحمد بن حسين المبروك السقا، محمد بن محمد بوهلال، علي بن محمد الفقيه حسن، الحبيب بن الحاج أحمد حمودة.
- وعلى إثر الجلسة العامة المنعقدة في 16 تموز 1939، تركبت هيئتها كما يلي:

الشير عطية، رئيسا ؛ محمود الحاج علي حمزة، كاهية له ؛ الطاهر العفريت، كاتبا عاما ؛ محمد الهادي بن عبد السلام الحزقي، أمين مال ؛ وعضوية السادة : حمودة إبراهيم، العروسي بن سعد ساعد، الهادي بن مصطفى حمزة، محمد بوهلال، حسين بن حمزة حمزة، محمد خليفة.
- وأفرزت الجلسة العامة المنعقدة يوم 14 أوت/آب 1950/غرة ذي القعدة 1369 الهيئة التالية :

البشير عطية، رئيسا ؛ علي بن حسن الزواري، كاهية له ؛ محمد بن الدالي حسن، كاتبا عاما ؛ الحاج عليبن محمد ذويب، أمين مال ؛ وعضوية السادة : ساسي بن علي رجب صفر، محمد بن حسن بن رمضان، محمود العنابي، محمد بن الشيخ حمودة، الهادي بن محمد الشباح، عامر بن محمد المصمودي.
- وفي الجلسة المنعقدة يوم 24 تموز 1955، تركبت الهيئة من العناصر التالية :

علي بن حسن الزواري، رئيسا ؛ سليمن بن علي الشباح، كاهية له ؛ أحمد بن محمود الحاج رمضان (الصغير) كاتبا عاما ؛ عامر بن محمد المصمودي مساعدا له مكلفا بالفرع التمثيلي ؛ محمد بن حسين بن الطيب، أمين مال ؛ العروسي سعد، مساعدا له ؛ محمد بن حسن بن رمضان، عضوا مكلفا بالفرع الرياضي ؛ الشاذلي بن محمد الصيود، عضوا مكلفا بالفرع الكشفي ؛ محمد بن محمود تقية، عضوا ؛ الهادي بن محمد الشباح، عضوا مكلفا بالفرع الخيري.
- وفي الجلسة المنعقدة يوم 12 آب 1957 تشكلت هيئة المكارم كما يلي :

محمد بن حسين بالطيب، رئيسا ؛ د. مصطفى بن سالم، كاهية له ؛ عامر بن محمد المصمودي، كاتبا عاما ؛ الهادي بن محمد الشباح، كاتبا عاما مساعدا ؛ الطاهر بن عمر الحداد، أمين مال ؛ أحمد بن محمد مريصة، أمين مال مساعد؛ وعضوية السادة : أحمد بن زينب، أحمد بن محمد منصور، الحبيب بن حسن السقا، علي بن أحد صفر.

## في الكشافة
يعتبر الفرع الكشفي لجمعية المكارم أحد الهيئات الكشفية التونسية، وقد استمر وجوده منذ تأسيسه سنة 1937 إلى سنة 1956، عندما توحدت الجمعيات الكشفية التونسية في صلب جمعية جديدة سميت الكشافة التونسية. وقد تولى قيادة هذا الفرع وتوجيهه القائد البشير عطية. ومن بين من أسندت إليه المسؤولية على كشاف المكارم داخل هيئة جمعية المكارم القائد الشاذلي صيود (1955).

## في الرياضة
بعد استقلال تونس سنة 1956 انحسر نشاط جمعية المكارم في الرياضة.
وقد عرفت خاصة بفرعيها لكرة القدم وكرة اليد. وقد حصل فريق كرة اليد على العديد من الألقاب الوطنية والقارية، وبرز من بين أبنائها عدد من ألمع من أنجبت كرة اليد التونسية. أما بالنسبة لكرة القدم فقد لعبت المكارم عدة سنوات في الدوري التونسي، ولكنها تراجعت منذ سنوات قليلة مكتفية باللعب ضمن مجموعة الرابطة التونسية المحترفة الثانية لكرة القدم.